# Герб на Пещера
Гербът на Пещера отразява историческото наследство и традиции на града.
Гербът присъства като елемент от знамето и печата на град Пещера.

## Композиция
Гербът на град Пещера има форма на щит. В него са стилизирани характерните особености на града:
- крепост – древно и с крепост селище
- пещера с пламък – многобройни пещери, свързани с една от най-правдоподобните хипотези за името на града
- гори – туризъм, дърводобив и дървообработване
- далекопровод – най-големият хидроенергиен възел на Балканите
- зъбно колело – промишленост